# Vladimir Koulechov
Pour les articles homonymes, voir Koulechov.
Vladimir Kouzmitch Koulechov (en russe : Владимир Кузьмич Кулешов) est un aviateur soviétique, né le 5 janvier 1918 et décédé le 3 novembre 1943. Pilote de chasse et as de la Seconde Guerre mondiale, il fut distingué par le titre de Héros de l'Union soviétique.

## Carrière
Vladimir Koulechov est né le 5 janvier 1918 à Namangan, aujourd'hui en Ouzbékistan. Il suivit d'abord des cours d'ingénieur aéronautique civil en 1938, avant de rejoindre les rangs de l'Armée rouge en 1940. Après avoir été breveté pilote au collège militaire de l'Air d'Odessa, il fut nommé instructeur et dirigé sur l'école militaire de l'Air de Konotop.
Il fut muté au front en août 1942. En 1943, promu starchyi leitenant (lieutenant) au 40e régiment de chasse aérienne de la Garde (40.GuIAP), au sein du front de Voronej, il participa à la bataille de Koursk, en juillet. Au mois de septembre, il avait déjà accompli 351 missions de combat, mais il fut abattu et tué le 3 novembre 1943.

## Palmarès et décorations

### Tableau de chasse
Vladimir Koulechov est crédité de 22 victoires homologuées, dont 16 individuelles et 6 en coopération. En outre, il avait détruit 4 avions, 4 chars et 20 camions au sol. Ces succès furent obtenus au cours de 351 missions et 73 combats aériens.

### Décorations
- Héros de l'Union soviétique, à titre posthume, le 4 février 1944 [1];
- Ordre de Lénine ;
- Deux fois titulaire de l'ordre du Drapeau rouge ;
- Ordre de l'Étoile rouge.